# St. Johannes Nepomuk (Chemnitz)

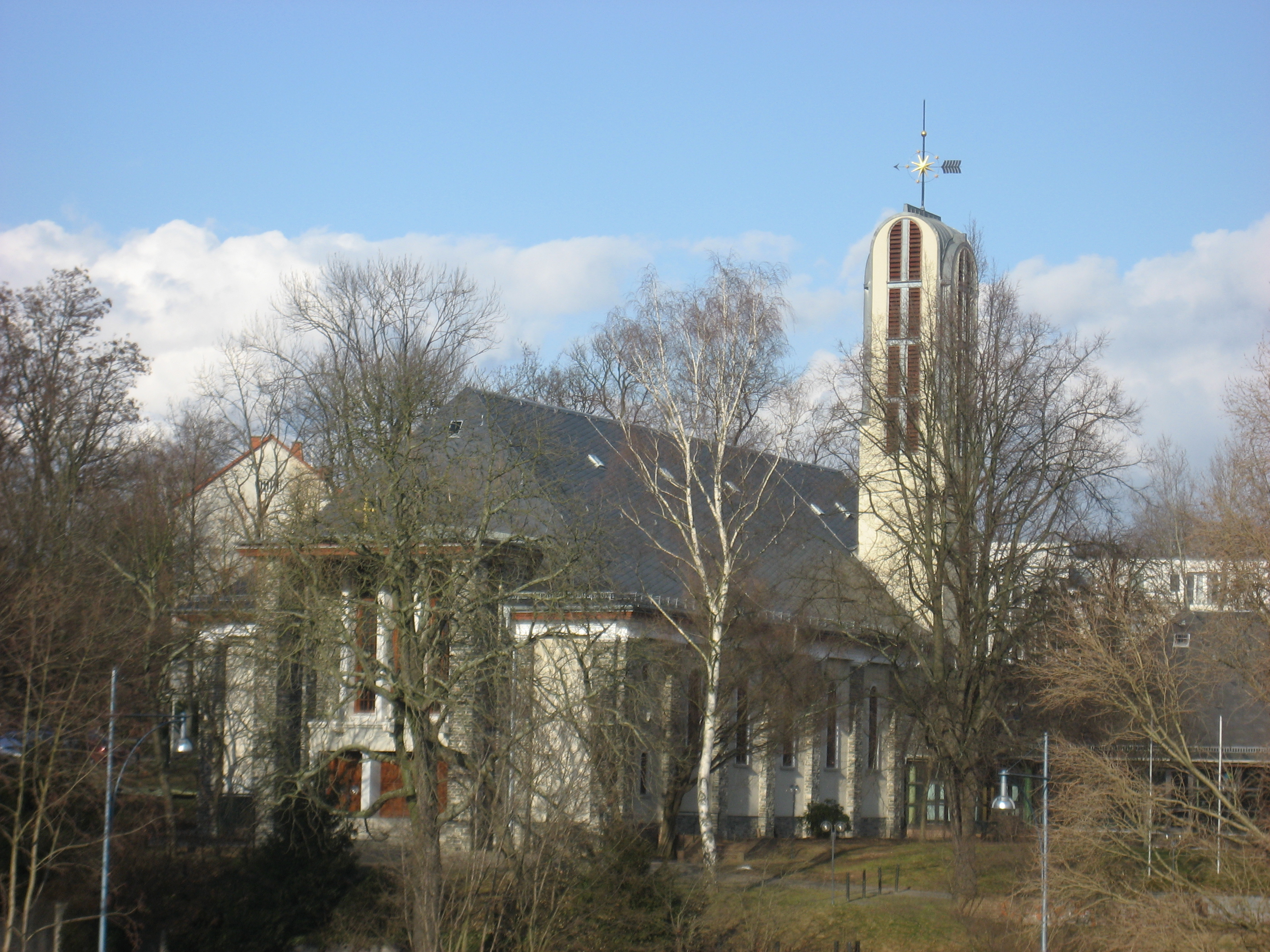
Propsteikirche St. Johannes Nepomuk

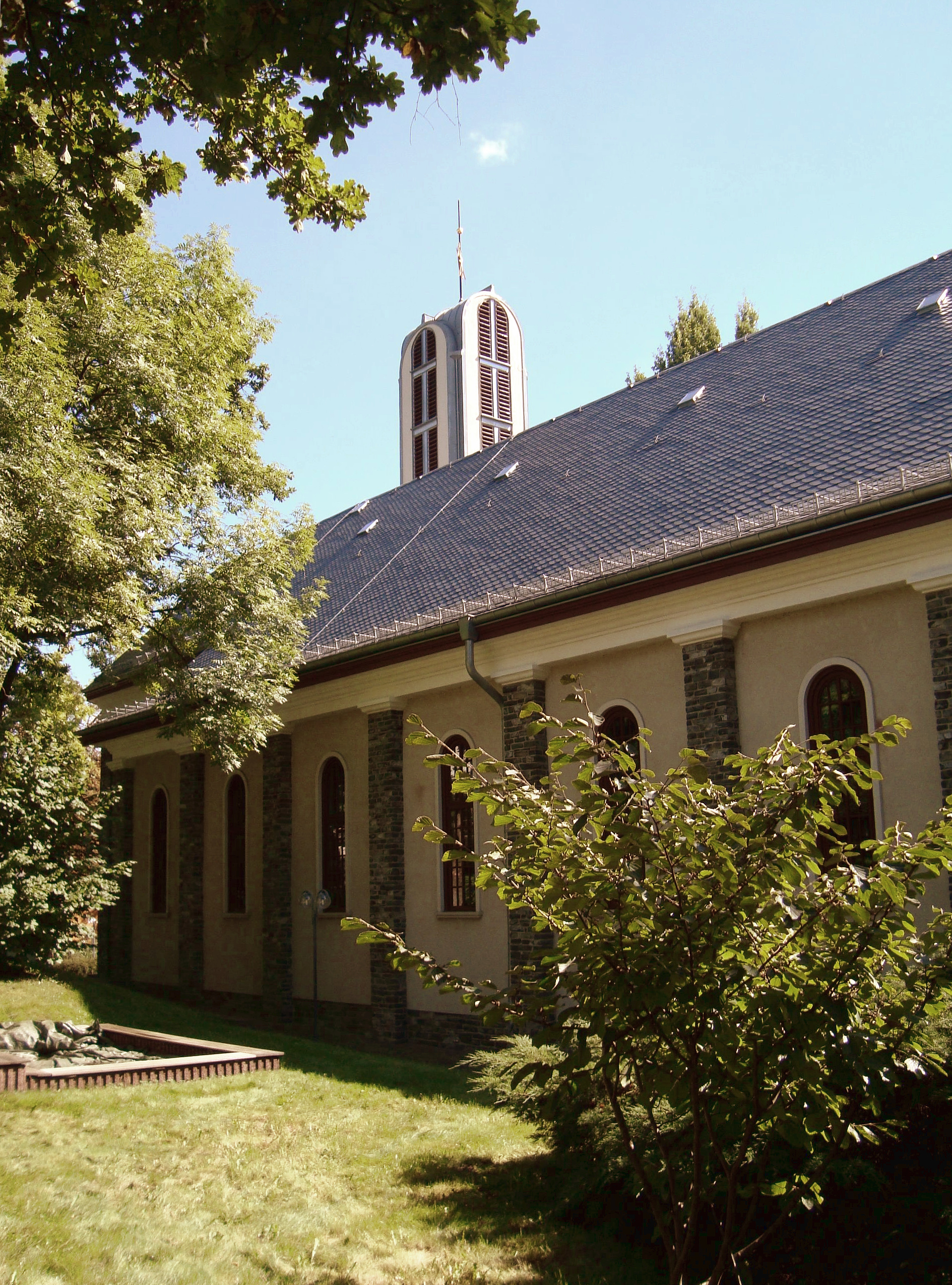
Rückseite des Kirchengebäudes

Die Propsteikirche St. Johannes Nepomuk ist ein römisch-katholischer Kirchenbau in Chemnitz. Das heutige Gotteshaus wurde in den Jahren 1953 bis 1955 nach einem Entwurf des Chemnitzer Architekten Willy Schönefeld gebaut. Die Kirche befindet sich im Südosten des Stadtteils Kaßberg und grenzt an die Reichsstraße und Hohe Straße.

## Geschichte
Die Pfarrgemeinde St. Johannes Nepomuk besteht seit dem 1. Februar 1828. Die direkt am Rossmarkt liegende ehemalige Posthalterei wurde zum Pfarrhaus umgebaut. Der frühere Theatersaal des alten Chemnitzer Theaters wurde zur Kirche. Die Gemeinde wuchs in der zweiten Hälfte des 19. Jahrhunderts immer mehr an. So wurde im Jahr 1904 auf dem Sonnenberg die Pfarrei St. Joseph gegründet.
Erst im Jahr 1936 konnte der lang ersehnte Gemeindesaal von St. Johannes Nepomuk vollendet und eingeweiht werden. Durch den großen Bombenangriff auf Chemnitz in der Nacht vom 5. auf den 6. März 1945 wurden die Kirche und das Pfarrhaus am Rossmarkt zerstört.
So kam die Gemeinde nach dem Krieg in dem zur Kapelle ausgebauten Keller einer Villa auf dem Kaßberg unter. Im Zuge des Wiederaufbaus der Innenstadt verschwanden viele historische Straßenzüge; so auch der Rossmarkt. Daher musste die Gemeinde ihr bisheriges Grundstück abgeben. Nach langwierigen Verhandlungen wurde im Jahr 1951 ein Ruinengrundstück erworben. Die neue Kirche wurde der Romanik nachempfunden, sollte allerdings auch dem Vorgängerbau ähneln. Doch wurden von staatlicher Seite weder der Turm noch das Pfarrhaus mit den Gemeinderäumen genehmigt. Die neue Kirche wurde am 23. April 1955 eingeweiht. Das Pfarrhaus befand sich an der Weststraße.
Nach der Wiedervereinigung Deutschlands konnte neben der Kirche 1992 ein Gemeindezentrum eingeweiht werden. Die Kirche wurde umfassend renoviert.
Am 22. April 2018 erfolgte die Gründung der heutigen Pfarrei Heilige Mutter Teresa Chemnitz, zu der neben der St.-Johannes-Nepomuk-Kirche in Chemnitz auch die Maria-Hilf-Kirche, die St.-Antonius-Kirche, die St.-Franziskus-Kirche und die St.-Joseph-Kirche sowie in Frankenberg die St.-Antonius-Kirche und in Zschopau die St.-Marien-Kirche gehören.

## Baubeschreibung
Das Äußere der Kirche ist von rechteckigen Formen geprägt. Die Seitenwände sind mit Pilastern gegliedert. Auf der Portalseite überschreitet eine ausgesparte Fensterfront die Dachtraufe des Walmdachs. Der seitlich eingefügte Glockenturm entspricht mit seinem rundbogigen Abschluss den quasi-romanischen Fenstern.
Im Inneren erweist sich St. Johannes Nepomuk als dreischiffige Basilika. Das Mittelschiff trägt ein elliptisches Tonnengewölbe. Die Seitenschiffjoche sind quer überwölbt. Gegen die weiß verputzten Wand- und Deckenflächen bilden die sandsteinsichtigen  Säulen und besonders der Triumphbogen zum Altarraum einen eindrucksvollen Kontrast. Der Altarraum selbst schließt mit einer halbrunden gerippten Apsis. Hier erhebt sich über dem Tabernakel die weiße Skulptur des auferstandenen Christus auf der Weltkugel, die die Blicke auf sich zieht. Sie ist ein Werk des Chemnitzers Maximilian Stark.

## Orgel
13 Jahre nach der Weihe der Kirche wurde die Orgel von der Firma Jehmlich Orgelbau Dresden hergestellt und verfügt über zwanzig klingende Register, einen Tremulanten und drei Koppeln. Ihre 1.438 Pfeifen können über zwei Manuale und ein Pedal mechanischer Traktur zum Klingen gebracht werden.

## Glocken
Im Jahr 1997 goss die Glockengießerei Bachert fünf Bronzeglocken in den Tönen e1, fis1, gis1, h1 und cis2.